# William Ellery Channing (1818-1901)

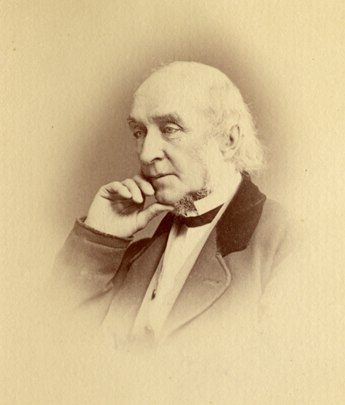
William Ellery Channing in 1896

William Ellery Channing (29 november 1818 - 23 december 1901) was een Amerikaans transcendentalistisch dichter. Hij was een neef van de unitarische predikant dr. William Ellery Channing (1780 -1842) (deze werd meestal "Dr Channing" genoemd en hijzelf "Ellery Channing"). De jongere Ellery Channing werd briljant maar ongedisciplineerd bevonden door veel van zijn tijdgenoten. Amos Bronson Alcotts beroemde uitspraak over hem in 1871 luidde: "Whim, thy name is Channing", met whim in de betekenis van 'gril'.  Toch vonden de transcendentalisten dat zijn poëzie behoorde tot de beste literaire uitingen van hun groep.
- Bibsys: 90405100
- Bibliothèque nationale de France: cb135250064 (data)
- International Standard Name Identifier: 0000 0000 8403 5091
- Library of Congress Control Number: n50055894
- Nationale Bibliotheek van Israël: 987007277757105171
- Nederlandse Thesaurus van Auteursnamen: 070393702
- Istituto Centrale per il Catalogo Unico: RCAV265346
- SNAC: w63b6bk7
- Système universitaire de documentation: 050334964
- Trove: 1528620
- Virtual International Authority File: 100308808
- WorldCat: E39PBJp64DDvYGkmQcpYYKrKBP